# كريستيان دل ريال
كريستيان دل ريال (بالإسبانية: Cristian Del Real)‏ هو عازف بيانو كولومبي، ولد في 1989 في كارتاهينا في كولومبيا.